# Narmer
Narmer ókori egyiptomi fáraó, a korai dinasztikus kori I. dinasztia uralkodója az i. e. 33–30. század körül (szénizotópos kormeghatározás alapján i. e. 3125 körül), számos régész szerint az egyesített Felső- és Alsó-Egyiptom első királya. Az egyiptológusok egy jelentős része úgy véli, hogy személye azonos Meni királyéval.
Bár Egyiptom egyesítése minden valószínűség szerint lassú, fokozatos folyamat volt és nem egyetlen uralkodóhoz köthető, az egyesítés Narmer alatt fejeződhetett be. Az ókori Egyiptomiak szemében Narmer volt a királyság egyesítője, ami részben Narmer szimbolikus tetteinek és hagyatékának eredménye. Narmer nevéhez több olyan régészeti lelet köthető, amelyeken Narmer az ország egyesítőjeként és annak törvényes uralkodójaként tünteti fel magát. Ilyen a király katonai győzelmét megörökítő Narmer-paletta, amelyen a király Egyiptom kettős koronáját, Alsó-Egyiptom vörös és Felső-Egyiptom fehér koronáját viseli.

## Időrend
Nincs megbízható forrásunk arra vonatkozóan, hogy Narmer pontosan mikor ült az ókori Egyiptom trónján. Trónralépését számos egyiptológus máskorra teszi, becsléseik i. e. 3273 és 2987 közé esnek.

## Neve

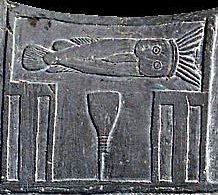
Narmer neve a hagyományos szereh keretben. A Narmer-paletta részlete.

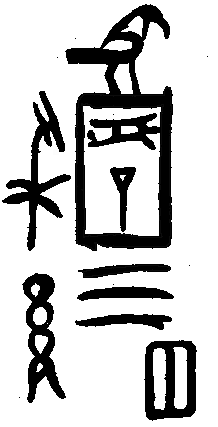
Egy nagyon ősi típusú szereh. A benne lévő nevet Narmer neveként azonosítják.

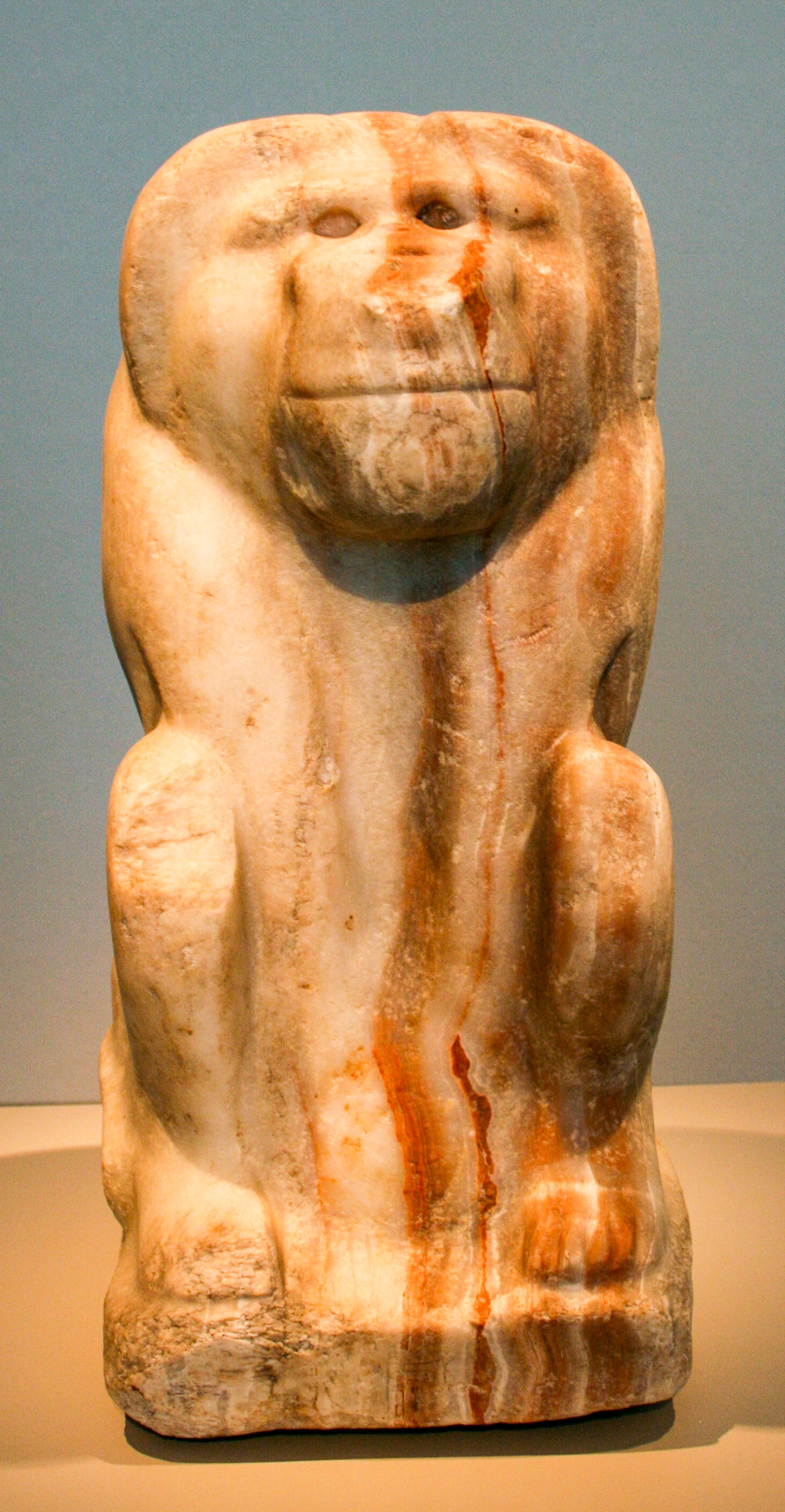
Ülő pávián szobra Narmer kártusával

Narmer szerehbe írott neve többféleképp fordul elő régészeti leleteken. Egyes helyeken a királyt csak a harcsa hieroglifa jelöli. Másutt, így a Narmerről elnevezett palettán a király neve a harcsa és véső hieroglifák összetétele. A Narmer név ez utóbbi változat legszéleskörűbb olvasata: a harcsa hieroglifa leginkább elterjedt ejtése nar, a vésőé mer.
Nevének nincs teljesen elfogadott fordítása sem, a kutatók által használt fordítások között szerepel a mérges, harcoló, heves, dühös, rossz, gonosz, harapó, fenyegető vagy szúró harcsa. Az agresszív jelzők használata néhány kutató szerint Narmer Egyiptom egyesítése idején tanusított harcias viselkedésére utalhat. 20. század eleji egyiptológusok azt állították, hogy a Narmer-palettán a királyt jelölő hieroglifa elektromosharcsa, egy Afrika édesvizeiben honos harcsaféle, amely elektromos szervével mér villamos ütést támadójára és zsákmányára.
Néhány régész szerint a harcsa olvasat az egyiptomi predinasztikus és korai dinasztikus korok hitvilágát tükrözheti. Több korabeli király, így például I. Skorpió is vadállatokkal azonosíttatta magát, ezzel jelezve hatalmát az ország felett. A harcsát ezekben a korokban az uralkodás és erőfölény jelképeként tekintették, így elfogadható motívum lehetett egy király számára. Az ókori egyiptomiak a harcsákat a nappal és a naphoz köthető istenekkel is azonosították. Ebben a tekintetben néhány egyiptológus szerint a harcsa inkább jelkép mint szó szerinti értelemben vett név.
Más egyiptológusok ettől eltérő véleményen vannak, szerintük Narmer nevének olvasata egyáltalán nem tartalmazza a harcsa szót. A két hieroglifa olvasata a nar és mer fonémákkal jelenlegi tudásunk szerint nem felel meg az óegyiptomi nyelv nyelvtani szabályainak. És bár ismeretes, hogy az egyiptomiak használták a nar olvasatot, a véső hieroglifa olvasása gyakran nem mer, hanem ab vagy bá, így a király neve esetleg Narab vagy Narbá lehetett. Mások szerint mivel a király neve néhány helyen csak a harcsa hieroglifával van írva, ott, ahol a második hieroglifa is megjelenik, ez utóbbi díszítő jelző és nem a név része. Eszerint a vésőnek látszó hieroglifa olvasata meneh, melynek jelentése kiváló, a király neve pedig egyes régészek szerint Nar, a kiváló.

## Személye
Egyiptológusok 1897 óta próbálják meghatározni, hogy Narmer azonos-e a torinói és abüdoszi királylistán feljegyzett Meni, avagy a Manethón által Ménésznek nevezett királlyal. Egyiptológusok többsége ma úgy véli, hogy Meni Narmer volt: egy 2014-es egyiptológiai folyóiratban megjelent listán 41 egyiptológus szerepelt, akik szerint Narmer Meni, és 31 olyan, akik szerint Meni Hór-Ahával azonos. A listán három olyan egyiptológus—Flinders Petrie, Kurt Sethe és Stan Hendrickx—szerepel, akik először úgy vélték, hogy Meni Hór-Aha, később viszont azt állították, hogy Meni valójában Narmer volt.

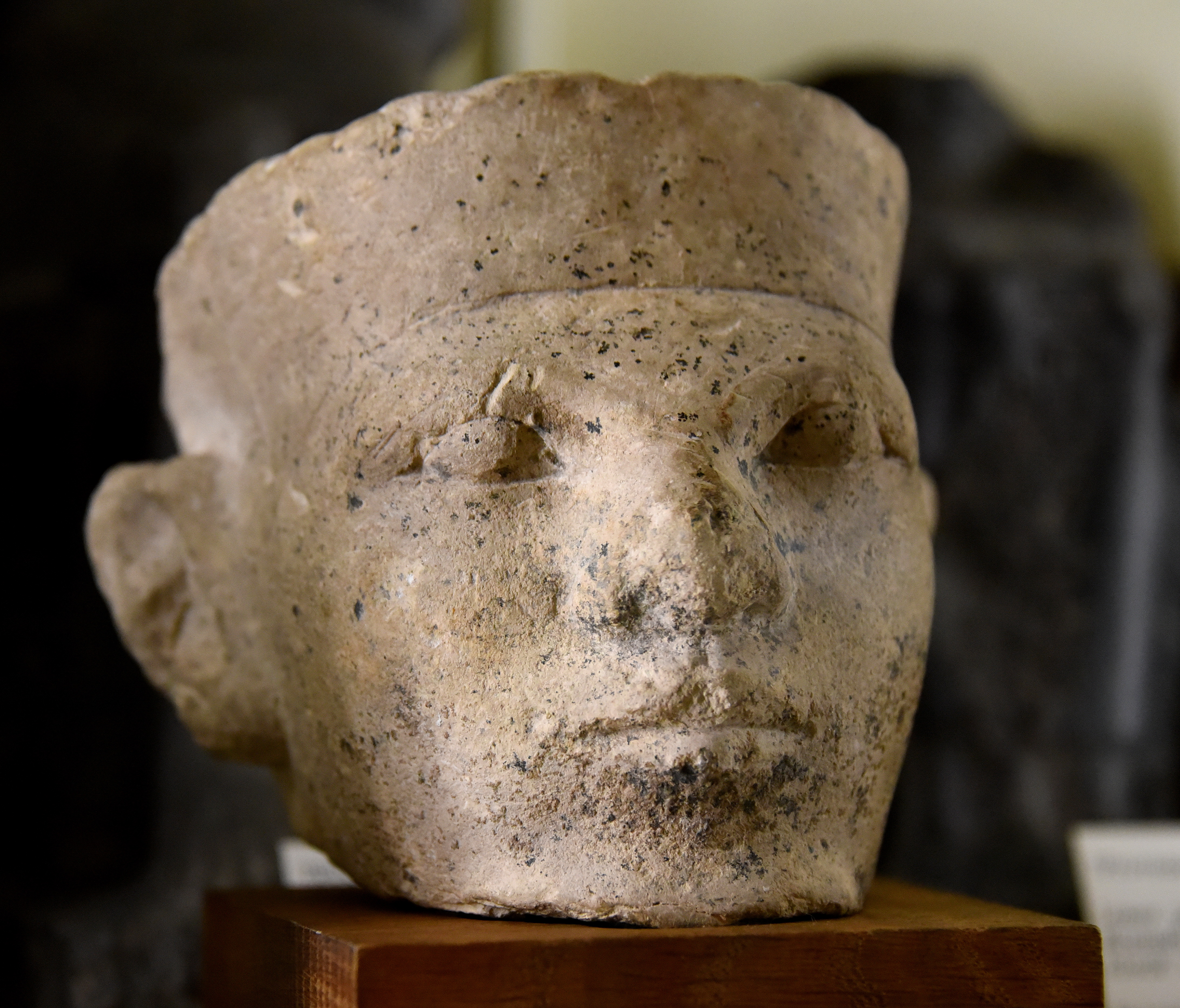
Flinders Petrie egyiptológus által Narmernek vélt szoborfej.

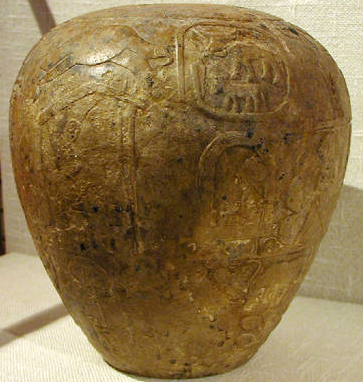
Narmer buzogánya

Narmer személye – hasonlóan II. Skorpióhoz – először a neheni templomból előkerült, a nagy fogadalmi letéthez tartozó egyik tárgya (Narmer-paletta) révén vált ismertté. Ma már sírját is ismerjük Abdzsu (Abüdosz) város Peker nevű temetőjében, mai nevén Umm el-Kaábban a többi 0- és I. dinasztiához tartozó uralkodóval egyetemben, így kilépett a mitikus történetelem kereteiből, és valós személyként tisztelhetjük. Nevét a palettának mindkét oldalán szereh-keretbe írták két Hathor-fej közé, mindkét oldali ábrázolása mellett feltűnik a pecsétőr és a saruhordozó, így ezeket a később is meglévő fontos tisztségeket a legkorábbi udvari méltóságokként lehet tekinteni.
Narmert a Narmer-palettán Felső- és Alsó-Egyiptom koronájával is ábrázolták, az előlapon a Fehér Koronával (Felső-Egyiptom), a hátoldalon a Vörös Koronával (Alsó-Egyiptom), ezért a mai egyiptológia az ő nevéhez fűzi Egyiptom első egyesítését. A hagyomány azonban ezt Meni (görögül Ménész) alakjához köti, ezért több lehetőség adódik:
- Narmer egyesítette az országot, de az nem lett stabil, és utódjainak újra egyesíteni kellett;
- Narmer nem egyesítette az országot, a palettán csak igényei jelennek meg;
- Narmer egyesítette az országot, de nem sokkal a halála előtt, ezért az egység megszilárdulása csak utódja alatt történt;
- A hagyomány téved;

A neheni templomból ismert még Narmer buzogánya is, amely a királyi megújulás ünnepe, a heb szed ábrázolásait hordozza. A heb szed-ünnep a fáraókori Egyiptom teljes története során fontos esemény volt.

## Családja

### Királynék
Narmer királynéja és felesége valószínűleg Neithhotep volt. Neithhotep sírjában régészek mind Narmer, mind utóda, Hór-Aha nevére is bukkantak, ami arra enged következtetni, hogy Neithhotep Narmer felesége és Hór-Aha édesanyja lehetett.
Bizonyos egyiptológusok Neithhotep nevéből is arra következtetnek, hogy Narmer felesége volt. Neithhotep nevének jelentése Neith elégedett. Ez arra utalhat, hogy Neithhotep Alsó-Egyiptom hercegnője lehetett, mivel Neith a Nílus-deltájában fekvő Szaisz város védelmező istennője volt. A hagyomány szerint Narmer épp ezt a vidéket hódította meg és fejezte be ezzel Egyiptom egyesítését, házassága Neithhoteppel az ország egységének további megerősítését szolgálhatta. Egyesek szerint a Narmer-buzogány így Narmer és Neithhotep esküvőjét ábrázolja.
Mindazonáltal 2012-ben a Sínai-félszigeten felfedezett sziklavésetek kétségbe vonják, hogy Neithhotep Narmer felesége volt. Az itt talált feliratok azt sugallják, hogy Neithhotel Dzser uralkodásakor egy ideig régens volt. Ha ez igaz, akkor Neithhotep minden bizonnyal a Narmert követő generáció tagja volt (feltehetően Dzser édesanyja vagy nagynénje), ám az is lehet, hogy mégis Narmer felesége és ezáltal Dzser nagyanyja lehetett.

## Uralkodása

### Egyiptom egyesítése
Régészeti leletek arra utalnak, hogy Egyiptom bizonyos mértékben már Narmer előtt is egységes volt. Egyiptom integritására Narmer három elődje idejéről származik bizonyíték: I. Ka és Iri-Hór idejéből, akik Narmer közvetlen elődei voltak, és I. Skorpió uralkodásából, aki generációkkal Narmer előtt élt. Adószedésre már I. Ka és Iri-Hór korából utalnak jelek. I. Skorpió alsó-egyiptomi szerepét a király abüdoszi, felső-egyiptomi sírjából származó leletek sejtetik; a sírból alsó-egyiptomi áruk címkéi kerültek elő. Lehetséges azonban, hogy ezen áruk csupán kereskedelemre és nem Alsó-Egyiptom meghodítására utalnak. 
Felső-egyiptomi elődeivel ellentétben Narmer neve sokkal többször és több helyen fordul elő Alsó-Egyiptomban és az Alsó-Egyiptomon keresztül elérhető Kánaánban. Míg I. Ka nevét három helyszínek találták meg Alsó-Egyiptomban és egyszer Kánaánban, Iri-Hórét pedig kétszer Alsó-Egyiptomban és egyszer Kánaánban, addig Narmer szerehjére tízszer bukkantak rá Alsó-Egyiptomban és kilencszer Kánaánban. A leletek ilyennemű elosztása arra utal, hogy Narmer elődeinél sokkal nagyobb szerepet játszott Alsó-Egyiptomban.

## Sírja

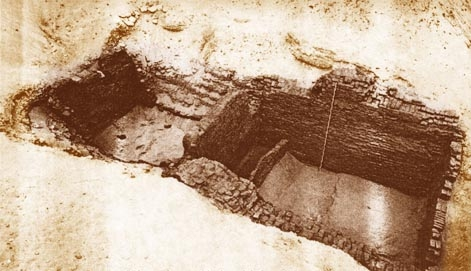
Narmer sírja, az Umm el-Kaáb-i temető B17 és B18 jelű sírjai

Narmert a Felső-Egyiptomban fekvő abüdoszi Umm el-Kaáb királyi temetőben temették el. A sír egyiptológusoktól a B17 és B18 jelzéseket kapta. Típusa veremsír, amely két vályogfalú sírkamrából áll, ezek egyike a sírkamra, a másik tárolókamra. Mindkét kamra téglalap alakú, a falak hossza 10 méter és 3 méter. A két kamrát együtt, közvetlenül egymás mellé építették és egy vályogtégából épült fallal választották el.
Narmer sírját mind Émile Amélineau, mind Flinders Petrie exkaválták a 19. század végén és 20. század elején, ám csak Werner Kaiser azonosította Narmer sírjaként 1964-ben  (Petrie a B10-es jelű sírt tulajdonította Narmernek, ezt ma Hór-Aha sírjának tekintik).

## Titulatúra
A fáraók titulatúrájának magyarázatát és történetét lásd az Ötelemű titulatúra szócikkben.
| G5 |

| G5 |

|  |
|  |
|  |

| G5 |

| G5 |

|  |
|  |
|  |